# Präfekturuniversität für Pflege- und Gesundheitswissenschaften Ōita

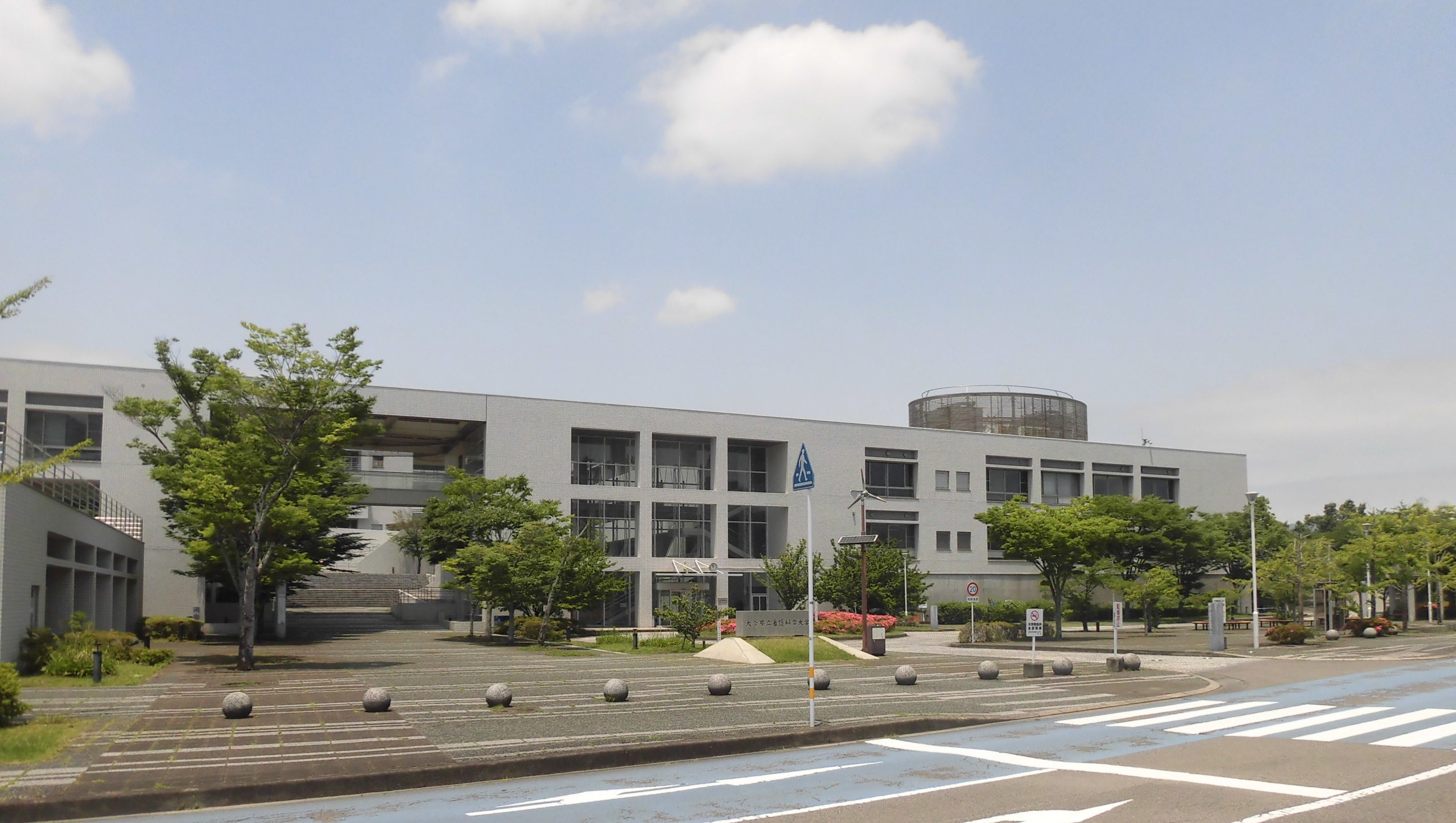
Haupteingang (2022)

Die Präfekturuniversität für Pflege- und Gesundheitswissenschaften Ōita (japanisch 大分県立看護科学大学 Ōita-kenristu kango kagaku daigaku; engl. Oita University of Nursing and Health Sciences, kurz: OUNHS) ist eine öffentliche (präfekturale) Universität in Ōita in der Präfektur Ōita (Japan).
Die Universität wurde 1998 gegründet. 2002 richtete sie die Graduiertenschule (Masterstudiengänge) ein, 2004 dann die Doktorkurse.

## Fakultäten
- Fakultät für Pflegewissenschaft